# Антофора
Антофора (Anthophora) — рід бджіл, що є одним із найбільших у родині Apidae, налічуючи понад 450 видів у всьому світі у 14 різних підродах. Вони найбільш численні та різноманітні в Голарктичному та Африканському біогеографічних регіонах. Усі види солітарні, хоча багато з них гніздяться у великих скупченнях. Майже всі види будують гнізда в ґрунті, або в берегах, або на рівній землі; личинки розвиваються в комірках з водонепроникною підкладкою і не прядуть коконів. Самці зазвичай мають блідо-білі або жовті плями на обличчі та/або своєрідно видозмінену арматуру ніг і волосся. Особини Anthophora можна відрізнити від дуже схожого роду Amegilla за наявністю ароліума між тарзальними кігтями.

## Вибрані види
- Anthophora abrupta[2]
- Anthophora aestivalis
- Anthophora atricilla
- Anthophora bomboides[3]
- Anthophora bimaculata
- Anthophora californica[4]
- Anthophora curta[5]
- Anthophora dispar
- Anthophora edwardsii
- Anthophora fedorica
- Anthophora flexipes[6]
- Anthophora furcata
- Anthophora occidentalis[4]
- Anthophora plumipes
- Anthophora pueblo[7]
- Anthophora retusa
- Anthophora robusta
- Anthophora urbana[8]